# Stéphane Abaul
Stéphane Abaul (Le Lamentin, 23 de noviembre de 1991) es un futbolista martinicano que juega en la demarcación de centrocampista para el Club Franciscain de la Campeonato Nacional de Martinica.

## Selección nacional
Debutó con la selección de fútbol de Martinica el 28 de agosto de 2010. Lo hizo en un partido amistoso contra Santa Lucía que finalizó con un resultado de empate a uno tras el gol de Jamil Joseph para Santa Lucía, y de Kévin Parsemain para el combinado martiniqués.

## Clubes
| Club             | País      | Año   | Partidos | Goles |
| ---------------- | --------- | ----- | -------- | ----- |
| Club Franciscain | Martinica | 2009- |          |       |

## Palmarés

### Campeonatos internacionales
| Título                         | Club                             | País      | Año  |
| ------------------------------ | -------------------------------- | --------- | ---- |
| Coupe de l'Outre-Mer           | Selección de fútbol de Martinica | Martinica | 2010 |
| CONCACAF Caribbean Club Shield | Club Franciscain                 | Martinica | 2018 |